# Penicillaria meeki
Penicillaria meeki är en fjärilsart som beskrevs av Bethune-Baker 1906. Penicillaria meeki ingår i släktet Penicillaria och familjen nattflyn. Inga underarter finns listade i Catalogue of Life.